# Challenger de Shanghai 2024
El torneo Shanghai Challenger 2024 fue un torneo de tenis perteneció al ATP Challenger Tour 2024 en la categoría Challenger 100. Se trató de la 11ª edición; el torneo tuvo lugar en la ciudad de Shanghai (China), desde el 2 hasta el 8 de septiembre de 2024 sobre pista dura al aire libre.

## Jugadores participantes del cuadro de individuales
| Preclasificado | País                                  | Jugador            | Rank1 | Posición en el torneo |
| 1              | Bandera de Chile                      | Cristian Garín     | 116   | Primera ronda         |
| 2              | Bandera de Francia                    | Térence Atmane     | 120   | Segunda ronda         |
| 3              | Bandera de la República Popular China | Bu Yunchaokete     | 123   | Primera ronda         |
| 4              | Bandera de Hong Kong                  | Coleman Wong       | 149   | Semifinales           |
| 5              | Bandera de Corea del Sur              | Hong Seong-chan    | 152   | Segunda ronda         |
| 6              | Bandera de Japón                      | Shintaro Mochizuki | 153   | Baja                  |
| 7              | Bandera de Chile                      | Tomás Barrios      | 160   | Segunda ronda         |
| 8              | Bandera de Estados Unidos             | Maxime Cressy      | 161   | Segunda ronda         |
| 9              | Bandera de China Taipéi               | Hsu Yu-hsiou       | 183   | FINAL                 |

- 1 Se ha tomado en cuenta el ranking del 26 de agosto de 2024.

### Otros participantes
Los siguientes jugadores recibieron una invitación (wild card), por lo tanto ingresan directamente al cuadro principal (WC):
- Te Rigele
- Wu Yibing
- Zhou Yi

Los siguientes jugadores ingresan al cuadro principal tras disputar el cuadro clasificatorio (Q):
- Norbert Gombos
- Blake Mott
- Rio Noguchi
- Ajeet Rai
- Kris van Wyk
- Wu Tung-lin

## Campeones

### Individual Masculino
- Sho Shimabukuro derrotó en la final a  Hsu Yu-hsiou por 6–4, 6–4

### Dobles Masculino
- Cristian Rodríguez /  Matthew Romios derrotaron en la final a  Rithvik Choudary Bollipalli /  Arjun Kadhe por 7–6(4), 1–6, [10–7]